# Szymon Winawer
 (novembre 2018).
Si vous disposez d'ouvrages ou d'articles de référence ou si vous connaissez des sites web de qualité traitant du thème abordé ici, merci de compléter l'article en donnant les références utiles à sa vérifiabilité et en les liant à la section « Notes et références ».
Szymon Abramowicz Winawer  (6 mars 1838 à Varsovie – 29 novembre 1919[réf. nécessaire]) est un joueur d'échecs de premier plan qui a remporté le très fort tournoi de Vienne 1882, ex æquo avec Wilhelm Steinitz, et le troisième congrès de la Fédération allemande à Nuremberg en 1883.

## Biographie et carrière
Winawer finit deuxième au tournoi de Paris en 1867 qui se tient au Café de la Régence, son premier tournoi international, ex aequo avec Wilhelm Steinitz et derrière Ignatz Von Kolisch.
Il reste parmi les meilleurs joueurs du monde pendant les 15 années qui suivent. À Varsovie en 1868 il gagne le premier tournoi organisé en Pologne. Il remporte aussi un match en 1875 à Saint-Pétersbourg contre le maître russe Ilia Choumov 5-2.
À Paris en 1878, il termine 1er ex æquo (+14 =5 -3) avec Johannes Zukertort, devant Joseph Henry Blackburne et George Henry Mackenzie mais finit 2e après le match de départage. À Berlin en 1881 il finit 3e ex æquo avec Mikhaïl Tchigorine. Son meilleur résultat est une première place à Vienne en 1882, le tournoi le plus fort jamais organisé à l'époque. Au  tournoi d'échecs de Londres 1883, il n'obtint pas de bon résultat (il finit neuvième) mais plus tard la même année à Nuremberg au troisième congrès allemand, il finit premier, battant Blackburne qui finit deuxième.
Après une longue absence, Winawer reprend les échecs dans les années 1890, mais est dépassé par de jeunes joueurs comme Siegbert Tarrasch et Emanuel Lasker. Il finit 6e à Dresde en 1892 et à Budapest en 1896. Il est défait par David Janowski en match en 1896 par 2-5. Il a 61 ans lors de son dernier tournoi international à Monte-Carlo 1901, et il ne se classe pas parmi les gagnants. Au cours de sa carrière, il rencontre les meilleurs joueurs de la fin du XIXe siècle, d'Adolf Anderssen à Lasker. Sa rivalité avec Blackburne s'étend des années 1870 à 1901. Winawer meurt à Varsovie le 29 novembre 1919[réf. nécessaire].

## Contributions à la théorie des ouvertures
Winawer a laissé son nom à plusieurs variantes d'ouvertures. 
Sa plus importante contribution est la variante Winawer (ou variante Winawer-Alapine)  de la défense française (aussi appelée variante Nimzowitsch) qui fut surtout pratiquée par Winawer et Alapine  : 1. e4 e6 2. d4 d5 3. Cc3 Fb4. 
Son nom est aussi associé avec l'attaque Winawer dans la défense berlinoise de la partie espagnole : 1. e4 e5 2. Cf3 Cc6 3. Fb5 Cf6 4. 0-0 Cxe4 5. d4 ! 
À Monte Carlo 1901, Winawer joua un contre-gambit dans la défense slave dans une partie contre Frank Marshall : 1. d4 d5 2. c4 c6 3. Cc3 e5.
Une variante de la défense Steinitz du Gambit dame accepté porte aussi son nom (variante Winawer) : 1. d4 d5 2.c4 d5xc4 3. Cf3 Cf6 4. e3 Fe6. 
L'ouverture Winawer est un autre nom de la défense Barnes : 1. e4 f6  que Winawer joua contre Georg Marco à Berlin en 1897.

## Exemple de partie
Voici l'une de ses parties les plus remarquables, dans laquelle il bat Steinitz à Nuremberg en 1896 :
1. e4 e5 2. d4 exd4 3. Dxd4 Cc6 4. De3 Cf6 5. Cc3 Fb4 6. Fd2 O-O 7. O-O-O Te8 8. Fc4 Fxc3 9. Fxc3 Cxe4 10. Df4 Cf6 11. Cf3 d6 12. Cg5 Fe6 13. Fd3 h6 14. h4 Cd5 15. Fh7+ Rh8 16. Txd5 Fxd5 17. Fe4 f6 18. Fxd5 fxg5 19. hxg5 Ce5 20. g6 1-0